# Severnoindijsko nižavje
Severnoindijsko nižavje, znano tudi kot Indo-gangeško nižvje, je 700 tisoč km² veliko rodovitno nižavje, ki obsega severne regije Indijske podceline, vključno z večino severne in vzhodne Indije, večino vzhodnega Pakistana, skoraj ves Bangladeš in južno nižavje Nepala. Regija je poimenovana po rekah Ind in Ganges ter obsega številna velika mestna območja. Nižavje na severu omejuje Himalaja, ki napaja njene številne reke in je vir rodovitnih naplavin, ki jih po vsej regiji odlagata oba rečna sistema. Južni rob nižavja zaznamuje Dekanska planota. Na zahodu se dviga Iranska planota. Mnoga razvita mesta, kot so Delhi, Daka, Kalkuta, Lahore in Karači so v Severnoindijskem nižavju.

## Zgodovina
Regija je znana po civilizaciji doline Inda, ki je bila odgovorna za rojstvo starodavne kulture Indijske podceline. Ravno in rodovitno ozemlje je olajšalo ponavljajoč se vzpon in širitev različnih imperijev, vključno Maurijsko cesarstvo, Kušansko cesarstvo, Guptski imperij, imperij Pala, imperij Kannau, dinastijo Dogra, Delhijski sultanat, Mogulsko cesarstvo in imperij Marata – vsi so imeli svoja demografska in politična središča v Severnoindijskem nižavju. V vedskih in epskih obdobjih indijske zgodovine je bila ta regija imenovana Āryāvarta (Dežela Arijcev). Po besedilu Manusmriti (2.22) je Arjavarta »trakt med Himalajo in hribovjem Vindhya, od Vzhodnega morja (Bengalski zaliv) do Zahodnega morja (Arabsko morje)«. Regija se zgodovinsko imenuje tudi Hindustan ali dežela Hindujcev.
Ime Hindustan (हिन्दुस्तान) je perzijsko; dobesedno pomeni 'država Hindujcev/Indijcev'. Njegov prvi član, hindujski (हिन्दु), je bil izposojen iz sanskrtske besede sindhu (सिन्धु) m/ž 'reka', medtem ko je stān sorodnica sanskrtske besede sthāna (स्थान) 'mesto'.
Izraz se je kasneje uporabljal za celotno Indijsko podcelino. Izraz Hindustani se uporablja tudi za ljudi, glasbo in kulturo regije.
V 12. stoletju so velikemu delu Severnoindijskega nižavja vladali Radžputi. Najvidnejši med njimi so bili Čauhani iz Adžmerja skupaj z Gahadavali ali Rathoresi iz Varanasija in številnimi majhnimi radžputskimi kraljestvi. Radžputi so se kot ločena kasta prav tako pojavili v indijski družbeni strukturi okoli vdorov Guridov v Indijo.
Leta 1191 je radžputski kralj Adžmerja in Delhija, Prithviradž Čauhan, združil več radžputskih držav in v prvi bitki pri Tarainu odločilno porazil invazijsko vojsko Šihabudina Ghorija blizu Tarroarija.
Šihabudin se je vrnil in kljub temu, da je bil številčno premočan, odločilno porazil radžputsko konfederacijo Prithviradža na istem bojišču v drugi bitki pri Tarainu. Prithviradž je pobegnil z bojišča, vendar so ga kmalu ujeli in usmrtili. Malesi in Kačvaha Radžput iz Džaipurja vodi zadnji boj za Radžpute proti Ghuridom po pobegu Prithviradža.
Poraz Radžputov je prelomen trenutek v zgodovini srednjeveške Indije, saj ni le razbil radžputske moči v Severnoindijskem nižavju, ampak tudi trdno vzpostavil muslimansko prisotnost.
Po bitki je Delhijski sultanat postal pomemben v regiji in propad organiziranega radžputskega odpora v severni Indiji je privedel do muslimanskega nadzora nad regijo v eni generaciji.

## Geografija
Severnoindijsko nižavje je razdeljeno na dve drenažni kotlini z grebenom Delhi; zahodni del se izliva v Ind, vzhodni del pa sestavljajo drenažni sistemi Ganges–Brahmaputra. Ta ločnica je le 350 metrov nad morsko gladino, zaradi česar se zdi, da je Severnoindijsko nižavje neprekinjeno od Sindha na zahodu do Bengalije in Asama na vzhodu.
Bhabar je tanek pas med vznožjem Himalaje in nižavjem, območje poroznih tal, sestavljenih iz balvanov in kamnov, ki jih je naplavilo z gora. Ni primerno za poljščine in je gozdnato. Potoki tukaj izginejo pod zemljo.
Pod Bhabarjem ležijo travišča Tarai in Duars.
Številni pritoki reke Ind in reke Ganges delijo ravnino na doabe, kopenske jezike, ki segajo do mesta, kjer se pritoki srečajo. Blizu rek je dežela khadar z novimi naplavinami, ki je izpostavljena poplavam. Nad mejo poplav je bangarsko zemljišče starejše naplavine, odložene v srednjem pleistocenu.
Letna količina padavin narašča od zahoda proti vzhodu. Nižavje spodnjega Gangesa in doline Asama so bolj zelene kot srednja nižavja Gangesa. Spodnji Ganges je središče v Zahodni Bengaliji, od koder teče v Bangladeš. Po združitvi z Džamuno, pritokom Brahmaputre, obe reki tvorita delto Gangesa. Brahmaputra izvira na Tibetu kot reka Yarlung Tsangpo in teče skozi Arunačal Pradeš in Asam, preden prečka Bangladeš.
Nekateri geografi Severnoindijsko nižavje delijo na več delov: regije Gudžarat, Sindh, Pandžab, Doab, Rohilkhand, Avadh, Bihar, Bengalijo in Asam.
V grobem se Severnoindijsko nižavje razteza čez:
Džamu in Kašmir na severu;
Planota Pandžab v vzhodnem Pakistanu in severozahodni Indiji;
Planota Sind v južnem Pakistanu;
delta reke Ind v južnem Pakistanu in zahodni Indiji;
Ganges-Jamuna doab;
Planota Rohilkhand (Katehr);
Planota Avad;
Planota Purvančal;
Planota Bihar;
Severnobengalske ravnice;
Delta Gangesa v Indiji in Bangladešu;
in dolina Brahmaputre na vzhodu.
Rodovitna regija Tarai se razprostira po južnem Nepalu in severovzhodni Indiji ob vznožju Himalaje. Zajete reke so Beas, Čambal, Čenab, Ganges, Gomti, Ind, Ravi, Satledž in Jamuna. Tla so bogata z muljem, zaradi česar je nižavje eno najbolj intenzivno obdelovanih območij na svetu. Tudi podeželska območja so tukaj gosto poseljena.
Severnoindijsko nižavje so velike poplavne ravnice rečnih sistemov Ind, Ganges in Brahmaputra. Tečejo vzporedno s himalajskimi gorami, od Džamuja in Kašmirja ter Khiber Pakhtunkhva na zahodu do Asama na vzhodu in odmakajo večino severne in vzhodne Indije. Nižavje obsega površino 700.000 km² in se po svoji dolžini razlikuje po širini za nekaj sto kilometrov. Glavni reki tega sistema sta Ganges in Ind skupaj s pritoki; Beas, Jamuna, Gomti, Ravi, Čambal, Satledž in Čenab.
Pas Ind-Ganges je najobsežnejše območje neprekinjenih naplavin na svetu, ki nastaja z odlaganjem mulja s strani številnih rek. Nižavje je ravno in večinoma brez gozdov, zato je primerno za namakanje preko kanalov. Območje je bogato tudi z viri podzemne vode. Nižavje je najbolj intenzivno obdelovano območje na svetu. Glavna pridelka sta riž in pšenica, ki se gojita v kolobarju. Drugi so koruza, sladkorni trs in bombaž.
Severnoindijsko nižavje, kjer živi med 9 % do 14 % svetovnega prebivalstva po različnih študijah, sodi med najgosteje poseljena območja na svetu.

## Živalstvo
Do nedavne zgodovine je na odprtih travnikih Severnoindijskega nižavja živelo več velikih vrst živali. Odprte planjave so bile dom velikemu številu rastlinojedih živali, med katerimi so bili vsi trije azijski nosorogi (indijski nosorog, javanski nosorog, sumatrski nosorog). Odprta travišča so bila v mnogih pogledih podobna pokrajini sodobne Afrike. Gazele, bivoli, nosorogi, sloni, levi in povodni konji so tavali po travnikih, tako kot danes v Afriki. Velike črede indijskih slonov, gazel, antilop in konj so živele skupaj z več vrstami divjega goveda, vključno z zdaj izumrlimi turi. V gozdnatih predelih je bilo več vrst divjih prašičev, susov, jelenov in muntjakov. V vlažnejših območjih blizu Gangesa bi se na rečnih bregovih pasle velike črede vodnih bivolov skupaj z izumrlimi vrstami povodnega konja.
Toliko velikih živali bi podpiralo tudi veliko populacijo plenilcev. Indijski volkovi (Canis lupus pallipes), rdeči volk, progaste hijene, azijski gepardi (Acinonyx jubatus venaticus) in azijski levi bi lovili veliko divjad na odprtih planjavah, medtem ko bi bengalski tiger in leopard zalezovala plen v okoliških gozdovih, medvedi pa lovili termite na obeh teh območjih. V Gangesu so bile velike koncentracije gavialov, roparskih krokodilov (Crocodylus palustris) in rečnih delfinov, ki so nadzorovali ribje staleže in občasne selitvene čred, ki so prečkale reko.

## Kmetijstvo
Kmetovanje Severnoindijskega nižavja je sestavljeno predvsem iz riža in pšenice, ki se gojita v kolobarju. Drugi pridelki so koruza, proso, ječmen, sladkorni trs in bombaž.
Glavni vir padavin je jugozahodni monsun, ki običajno zadostuje za splošno kmetijstvo. Številne reke, ki tečejo iz Himalaje, zagotavljajo vodo za velika namakalna dela.
Zaradi hitro rastočega prebivalstva velja, da je to območje izpostavljeno velikemu tveganju za pomanjkanje vode v prihodnosti.
Območje predstavlja ozemlje med reko Brahmaputra in pogorjem Aravali.

## Upravne enote
Ker ni mogoče v celoti določiti meja Severnoindijskega nižavja, je tudi težko podati natančen seznam, katera upravna območja so del tega.
Območja, ki so v celoti ali več kot polovica v nižavju, so:
- Bangladeš (tudi Čitagong Hill Tracts)
- Butan (samo južno obrobje države, ki meji na Indijo)
- Indija
  - Arunačal Pradeš (južna obrobja, ki mejijo na Asam)
  - Asam (Brahmaputra in dolina Barak)
  - Bihar (skoraj v celoti)
  - Čandigar
  - Delhi (skoraj v celoti)
  - Harjana
  - Himačal Pradeš (okrožje Una in južna obrobja, ki mejijo na Pandžab in Harjano)
  - Džamu in Kašmir (3 najbolj južna okrožja divizije Džamu)
  - Madja Pradeš (regija Gird vključno z divizijo Čambal)
  - Pandžab
  - Radžastan (okrožja Sri Ganganagar in Hanumangarh)
  - Utarakand (regija Terai, ki obsega okrožji Haridvar in Udham Singh Nagar)
  - Utar Pradeš (razen okrožja Čitrakoot)
  - Zahodna Bengalija (razen območja himalajskega gričevja Dardžiling)
- Nepal
  - Nepalski Tarai
- Pakistan
  - Baločistan (planote Kači)
  - Pandžab (razen Salt Range in puščave Čolistan)
  - Sindh (razen pogorja Kirthar in puščava Thar)
  - Khiber Pakhtunkhva (regija Deradžat in dolina Pešavar)